# Benik Balázs
Benik Balázs (Isaszeg, 1979. március 13. –) magyar raliversenyző, háromszoros abszolút magyar ralibajnok (2003, 2006, 2007).

## Pályafutása
Karrierje pályaversenyzéssel indult, majd 1998-ban ralira váltott és egy Lada Samarával kezdett versenyezni.

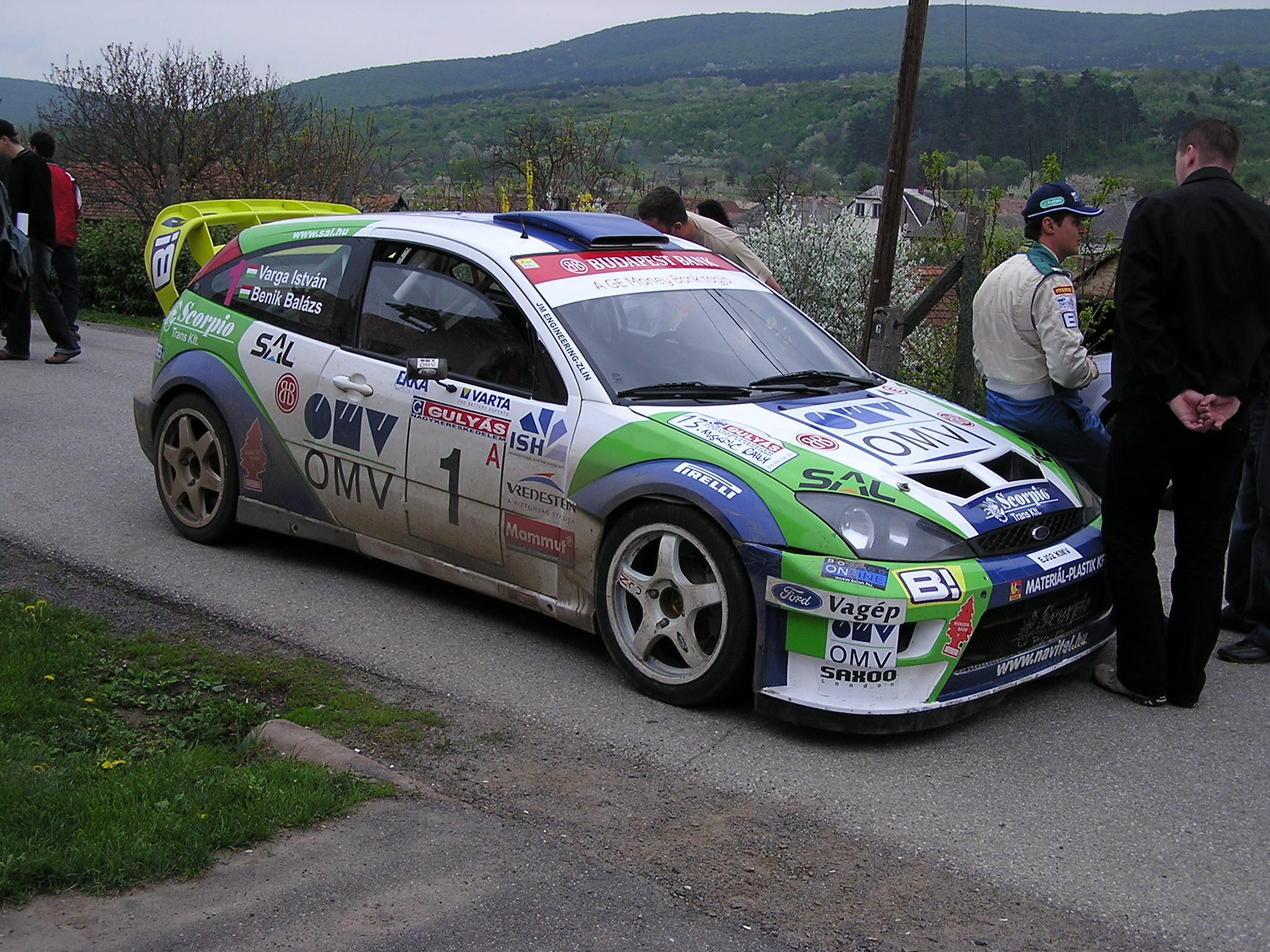
Balázs a 2006-os Miskolc Rally-n

2004 is nagyszerű év volt Balázsék számára, bár nem sikerült megvédeni bajnoki címet, Turi Tamás mögött a második helyen zárta a szezont.
2005-ben szintén szoros csatát vívott a végső győzelemért, de ezúttal ifj. Tóth Jánosal szemben maradt alul.
2006-ban igencsak megreformálódott a Magyar WRC-s mezőny. ifj. Tóth egy Peugeot 307, Turi Tamás Skoda Fabia WRC-vel állt rajthoz a szezonnyitó Eger Rallyn. Balázsék is újítottak, méghozzá egy 2003-as fejlesztésű Ford Focus WRC-t. Szezonban szerzett 3 győzelmével 2003 után ismét magyar bajnoknak mondhatta magát.

### Magyar Országos Rallye Bajnokságban elért eredményei
| Év   | Autó               | 1           | 2         | 3          | 4          | 5          | 6          | 7        | 8       | Helyezés | Pont |
| ---- | ------------------ | ----------- | --------- | ---------- | ---------- | ---------- | ---------- | -------- | ------- | -------- | ---- |
| 2001 | Toyota Corolla WRC | ESZTERGOM 4 | MISKOLC 4 | SZFVÁR 3   | SZHELY     | VESZPRÉM 6 | BUDAPEST   | PÉCS     | TOKAJ 1 | 3.       | 58   |
| 2002 | Ford Focus WRC     | ESZTERGOM 2 | MISKOLC 4 | SZFVÁR 1   | SZHELY 2   | VESZPRÉM 2 | BUDAPEST 3 | PÉCS 3   | TOKAJ 3 | 2.       | 117  |
| 2003 | Ford Focus WRC     | SALGÓ 1     | MISKOLC   | SZFVÁR 2   | SZHELY 1   | VESZPRÉM 2 | BUDAPEST 2 | PÉCS 2   | TOKAJ 1 | 1.       | 135  |
| 2004 | Ford Focus WRC     | EGER 2      | MISKOLC 6 | SZFVÁR 1   | SZHELY 2   | VESZPRÉM 2 | BUDAPEST 6 | PÉCS 4   | TOKAJ 2 | 2.       | 96   |
| 2005 | Ford Focus WRC     | EGER 2      | MISKOLC 1 | KASSA 4    | SZHELY 4   | VESZPRÉM   | BUDAPEST 2 | PÉCS     | TOKAJ 2 | 2.       | 85   |
| 2006 | Ford Focus WRC     | EGER 1      | MISKOLC 2 | DÚJVÁROS 3 | SZHELY 2   | VESZPRÉM   | BUDAPEST 1 | PÉCS 1   |         | 1.       | 102  |
| 2007 | Ford Focus WRC     | EGER 2      | MISKOLC 1 | SZFVÁR     | SZHELY 1   | VESZPRÉM 1 | PÉCS 1     | NYIRÁD 1 |         | 1.       | 145  |
| 2008 | Ford Focus WRC     | EGER 1      | MISKOLC   | SZHELY 2   | VESZPRÉM 2 | ÓZD        | NYIRÁD 2   | PÉCS     |         | 3.       | 85   |